# Портрет Луки Алексеевича Денисьева
«Портрет Луки Алексеевича Денисьева» — картина Джорджа Доу и его мастерской из Военной галереи Зимнего дворца.
Картина представляет собой погрудный портрет генерал-майора Луки Алексеевича Денисьева из состава Военной галереи Зимнего дворца.
С начала Отечественной войны 1812 года генерал-майор Денисьев был шефом Северского драгунского полка и командовал 19-й кавалерийской бригадой, сражался против австро-саксонского вспомогательного корпуса на Волыни, Могилёвской и Гродненской губерниях, отличился в сражении на Березине. В Заграничных походах 1813—1814 годов отличился в боях на Рейне и при Фер-Шампенуазе, был при взятии Парижа.
Изображён в офицерском мундире Северского драгунского полка, введённом в 1816 году, с генеральскими эполетами образца середины 1820-х годов, через плечо переброшена лядуночная перевязь. Слева на груди звезда ордена Св. Анны 1-й степени; на шее кресты орденов Св. Георгия 3-го класса и Св. Владимира 2-й степени; по борту мундира крест прусского ордена Красного орла 2-й степени; справа на груди над лядуночной перевязью серебряная медаль «В память Отечественной войны 1812 года» на Андреевской ленте и бронзовая дворянская медаль «В память Отечественной войны 1812 года» на Владимирской ленте, под перевязью звезда ордена Св. Владимира 2-й степени. Подпись на раме: Л. А. Денисьевъ 1й, Генералъ Маiоръ. Полковой мундир у Денисьева изображён ошибочно, поскольку с сентября 1814 года в армейских полках были ликвидированы генеральские должности, а сам Денисьев с 1816 года находился в отставке и поэтому в полку не мог числиться, соответственно права на ношение полкового мундира у него не было. Также из-за ранней отставки он не мог носить и генеральские эполеты образца 1820-х годов.
7 августа 1820 года Комитетом Главного штаба по аттестации Денисьев был включён в список «генералов, заслуживающих быть написанными в галерею» и 16 февраля 1822 года император Александр I приказал написать его портрет. Гонорар Доу был выплачен 24 марта 1825 года и 21 июня 1827 года. Готовый портрет был принят в Эрмитаж 8 июля 1827 года. Поскольку предыдущая сдача готовых портретов в Эрмитаж состоялась 18 октября 1826 года, то галерейный портрет Денисьева можно считать исполненным между этими датами.